# 旧松代藩鐘楼
旧松代藩鐘楼（きゅうまつしろはんしょうろう）は、長野県長野市松代町松代166-2にある鐘楼。長野市指定文化財。

## 概要
この鐘楼は江戸時代初め、信濃国松代藩が松代城下、片羽町に建設したものである。
城下町の人々に時を告げるべく、1刻（2時間）に1回鳴らした。また出火の際も鐘を鳴らして非常を知らせた。
現在、鐘楼は長野市で管理しているが、外部見学のみで内部見学は出来ない。

## 歴史
- 1624年（寛永元年） - 松代片羽町に火の見櫓と足軽割番所とともに建てられる。
- 1717年（享保2年） - 関口火事により焼失、鐘も焼け落ちる。鐘楼が再建される。
- 1734年（享保19年） - 城下清野村離山にて鐘が鋳造される。
- 1788年（天明8年） - 河内屋火事により焼失したが鐘は無事だった。鐘楼が再建される。
- 1800年（寛政12年） - 市場火事により焼失し、鐘も焼け落ちる。
- 1801年（享和元年） - 再建される。鐘は表柴町の大英寺の鐘を借りて突いていた。
- 1806年（文化3年） - 松代東条で鐘が鋳造される。
- 太平洋戦争中 - 対空監視硝として使われる。鐘が金属供出に遭う。
- 1967年（昭和42年） - 長野市指定文化財となる。

## 鐘楼の鐘
鐘楼の鐘は合計5回鋳造されている。3回は火事により焼失によるもの。4回目は戦時中に金属供出でなくなり、長らく鐘がなかったが、5回目、平成3年新たに鋳造された。

## 隣接地

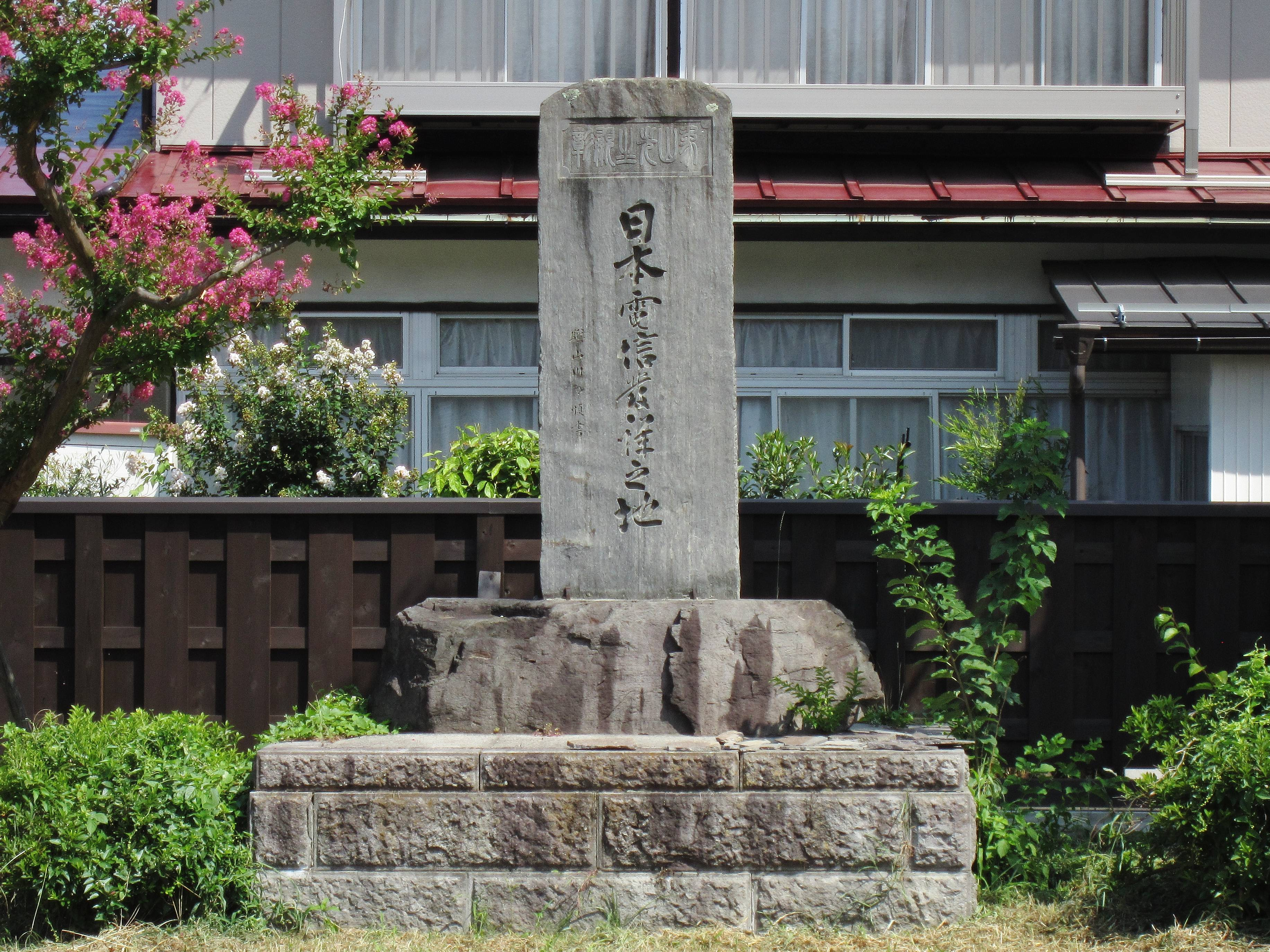
「日本電信発祥之地」の碑

- 鐘楼北側に火の見櫓が幕末まであったが、明治に入り、昌龍寺（長野市）の鐘楼として移築されている。
- 南側におよそ1000人の足軽を支配、勤務割をした足軽割番所という役所が置かれていた。当初は鐘楼と棟続きであったが、焼失後それぞれ独立した建物として建設された。
- 嘉永2年（1849年）、松代藩藩士・佐久間象山が当地で電信を成功させたことを記念し、「日本電信発祥之地」の碑が建立された。

## アクセス
- 上信越道長野ICから国道403号経由で10分
- JR長野駅から松代行バスで松代駅前下車後、徒歩5分